# Chūzan Seikan

Le Chūzan Seikan ou Chūzan Sekan (中山世鑑, lit. « le reflet des générations de Chūzan ») est la première histoire officielle du Royaume de Ryūkyū, compilée par Shō Shōken Haneji Wōji Chōshū (向象賢 羽地王子朝秀) en l’an 7 de l’ère Shunzhi (1650) à la demande du roi Shō Shitsu. Il comporte une préface et cinq volumes,,.

## Titre
Le titre Chūzan Seikan signifie littéralement « le reflet des générations de Chūzan ».
Le nom de  « seikan » (世鑑) vient de la maxime  « inkan tookarazu » (殷鑑遠からず) qui signifie qu’un gouvernement doit apprendre des erreurs de ses prédécesseurs directs, en faisant référence à la Dynastie Shang (également appelée dynastie Yin (殷), qui devait prendre garde à ne pas répéter les erreurs de ses prédécesseurs de la Dynastie Xia). 
Ce titre porte l’espoir que le livre procurera aux souverains à venir une source de réflexions sur les actions de leurs ancêtres.

## Méthodes de compilation

### Éditeurs
Selon la préface du Chūzan Seikan, le roi Shō Shitsu a commandé l’ouvrage à son sessei Shō Sei Kin Wōji Chōtei (尚盛 金武 王子 朝貞), et aux membres du sanshikan Ba Kami Ōsato Uēkata Ryōan (馬加美 大里親方良安), Shō Hōgen Ginowan Uēkata Seisei (章邦彥 宜野灣親方正成) et Shō Kokuki Kunigami Uēkata Chōki  (吳錫類 國頭親方重仍 / 向国噐 国頭親方朝季) , qui ont réuni une équipe d’anciens bureaucrates spécialistes des études anciennes dont les recherches et déclarations diverses ont été éditées par  Shō Shōken Haneji Wōji Chōshū pour produire des « arbres généalogiques »,:2.
Les idées politiques de Shō Sei Kin Wōji Chōtei et de Shō Shōken Haneji Wōji Chōshū, proches du clan Shimazu, ont grandement influencé le texte final de l’ouvrage, tant dans la forme que dans le fond:2. 
Le clan Shimazu a offert en 1638 un exemplaire de son « arbre généalogique » à Shō Sei Kin Wōji Chōtei, ce qui a probablement servi de base à l’édition du Chūzan Seikan:2.

### Sources
Le texte a été écrit en prenant pour source des inscriptions gravées (stèles commémoratives) présentes dans le Royaume de Ryūkyū et des textes de l’empire chinois, notamment les Chroniques de l’ambassade à Ryūkyū (使琉球録) de l’ambassadeur chinois Chen Kan (zh) qui a été envoyé à Ryūkyū en 1534. Le style dénote d’une influence de textes de récits guerriers japonais tels le Hōgen monogatari,:759.

## Configuration
La préface et l’introduction générales sont écrites intégralement en chinois, mais la préface utilise la chronologie japonaise. Les cinq volumes principaux mélangent idéogrammes chinois et syllabaires japonais (katakana) mais utilisent uniquement les noms d’ères chinois,,. 

### Volumes
Le livre se compose des volumes suivants :
- Volume introductif : préface, généalogies des rois de Chūzan depuis Shunten, généalogie depuis le roi Shō En, théories de succession des rois de Chūzan
- Volume 1 : À propos de la fondation de Ryūkyū, la dynastie Tenson, la dynastie Shunten
- Volume 2 : La dynastie d’Eisō, la dynastie de Satto
- Volume 3 : La dynastie de Shō Hashi
- Volume 4 : La dynastie de Shō En (Shō En, Shō Sen'i)
- Volume 5 : L’époque de Shō Sei de la dynastie de Shō En

### Contenu
Le Chūzan Seikan traîte des événements depuis les mythes fondateurs de Ryūkyū jusqu’au règne du quatrième roi de la seconde dynastie Shō,  Shō Sei (r. 1527-1555), en omettant les événements du règne du roi précédent Shō Sei, Shō Shin (r. 1477-1526). 
Il décrit également en détail l’emplacement des trente-six îles qui composent le Royaume de Ryūkyū. 
Dans son intégralité, le livre manque d’unité stylistique. Le dernier volume sur le règne de Shō Sei est plus une agglomération de citations de diverses sources qu’un texte proprement mis en forme:8. Le style des autres volumes est très inspiré des récits de batailles de la littérature japonaise : l’enchaînement de récits de batailles (conquête de Nanzan, Chūzan et Hokuzan par Shō Hashi dans le volume 3, expédition de Shō Toku à Kikai dans le volume 3, expédition à Amami dans le volume 5) est un trait caractéristique de ce genre d’ouvrages tels le Hōgen monogatari, le Heiji monogatari ou le Taiheiki, dont le texte reprend même le vocabulaire:9-10. 
De nombreuses légendes sont mélangées aux récits historiques :
- Le volume 1 mélange la légende japonaise concernant la venue du guerrier Minamoto no Tametomo à Ryūkyū et l’histoire personnelle du roi Shunten, faisant de Shunten le fils de Minamoto no Tametomo[5]:2.
- Le volume 2 mélange la « légende universelle » de la nymphe céleste à qui on cache sa robe de plume et une légende dite « du charbonnier » dans laquelle un homme pauvre découvre soudain que ses champs sont remplis d’or et distribue ses richesses nouvellement acquises aux gens pauvres autour de lui, pour dépeindre l’origine et la vie du roi Satto[5]:8-9.
- Dans le volume 4, la manière dont le roi Shō En, avant son accession au trône, est obligé de fuir son île natale d’Izena est similaire à la légende concernant l’ancêtre fondateur de la première dynastie Shō, Samekawa Ufunushi (jp)[5]:9.

## Postérité
En tant que livre d’histoire, le Chūzan Seikan présente de nombreux défauts, mais il pose les bases pour tous les livres d’histoire produits ensuite dans le royaume, ce qui en fait un texte fondamental.
Il donne également une vision assez directe de l’idéologie politique des éditeurs principaux Shō Sei Kin Wōji Chōtei et Shō Shōken Haneji Wōji Chōshū, tous deux proches du clan Shimazu.
Les mythes de fondation et le fait que le roi Shunten est présenté comme le fils de Minamoto no Tametomo seront repris dans toutes les autres histoires officielles écrites ensuite. 
Le Chūzan Seifu, écrit en chinois par Sai Taku Shitahaku Uēkata Tenshō (蔡鐸 志多伯親方天将) en 1701, reprend la base du Chūzan Seikan en comblant ses lacunes. Il sera complété en 1725 par le fils de Sai Taku, Sai On Gushichan Uēkata Bunjaku (蔡温 具志頭親方文若) qui y ajoutera nombre de détails collectés directement dans les annales chinoises concernant le Royaume de Ryūkyū,:11,.
L’intérêt pour l’histoire du gouvernement royal ne s’arrête pas à la publication de ce livre, puisqu’il ordonne aux familles nobles de compiler leurs propres histoires familiales, qui sont aujourd’hui d’importants documents historiques (création du « bureau des généalogies » en 1689):11.
L’influence du Chūzan Seikan ne se limite pas au publications historiques ryūkyūanes, puisque le mythe de fondation de Ryūkyū et la venue de Minamoto no Tametomo à Ryūkyū sont également la base du roman japonais Chinsetsu yumiharizuki (椿説弓張月) publié par Kyokutei Bakin entre 1807 et 1811. 

## Copies conservées
Un original qui avait été dérobé pendant la seconde guerre mondiale a été restitué au gouvernement de Ryūkyū en 1953 avec deux volumes du Chūzan Seifu. Il est actuellement conservé au musée préfectoral d'Okinawa et a été classé bien culturel important national en 2020,. 
Un original est également conservé à la bibliothèque du cabinet des archives nationales du Japon (国立公文書館内閣文庫). Des copies plus récentes existent dans le fonds d’archives de la famille Shō et la bibliothèque Iwase Bunko (en).
Le Chūzan Seikan fait partie des documents publiés en 1962 dans la Collection des documents historiques de Ryūkyū.